# 著作権フリー
著作権フリー（ちょさくけんフリー、英: Copyright free）とは、文字通りに解すれば、著作物に著作権が存在しない状態、あるいは放棄された状態のことである。しかし、少なくとも日本では利用規約範囲内で断りなく使用できるという意味であり、権利放棄されたものではないとも指摘される言葉である。英語では、この問題を認識したうえでcopyright freeと表現した著物がある。
以下、日本で指摘される事象を説明する。

## 指摘される事項について
この誤った使用例は、素材データの分野では、表現上の問題が含まれたまま数多く定着した。言葉の表現にかかわらず、利用範囲や配布可能数を逸脱した場合は、著作権の侵害になる。 
また、インターネット上の素材サイトだけでなく、素材集CDなどの商用展開されたものであっても、注意する必要がある。例えば、写真であれば「加工の禁止」「商用利用の禁止」とされている可能性があるため、使用許諾の確認を行うよう指摘されている。
ソフトウェアデータについても「無料であること」（フリーウェア）は、（正しい意味での）著作権フリーとは違うものであると指摘されている。このように、日本語で使われる「フリー」という言葉は、曖昧なまま使用されてきたものである。

## 関連文献
- 浜田, 治雄 (2006年7月), 知恵の守護法(著作権法編), 文芸社, ISBN 4-286-00299-3
  - インターネット上の「著作権フリー」は、利用可能範囲が曖昧であると指摘。